# Route 1 (Saskatchewan)
Pour les articles homonymes, voir Route 1.
La Route 1 de la Saskatchewan est un segment de l'axe principal de la Route transcanadienne dans les provinces de l'Ouest, la principale route ouest-est connectrice à travers le Canada. Comme dans les provinces de l'Ouest (du Manitoba à la Colombie-Britannique), le segment principal (sud) de la route transcanadienne porte le numéro 1.
En Saskatchewan, elle est la principale route ouest-est de la province, et est également la route la plus empruntée de la Saskatchewan. Elle assure le lien entre la capitale, Régina et les principales villes du sud de la province : vers l'ouest (Moose Jaw et Swift Current) et vers l'est (Indian Head et Whitewood). Également, elle relie directement la province à l'Alberta à l'ouest, vers Calgary, ainsi qu'au Manitoba à l'est, vers Brandon et Winnipeg. La route 1 est la seule route de la province à être à chaussées séparées sur toute sa longueur, quelques sections sont aux normes autoroutières. Elle est la plus longue route ouest-est (650 km) de la province après la route 16, l'autre branche de la route transcanadienne qui passe plus au nord, à Saskatoon notamment. La route 1 demeure le principal accès du sud des Prairies et des Rocheuses vers Régina.

## Tracé
La longueur totale du tracé de la route 1 mesure près de 650 kilomètres dans la Saskatchewan.

### Alberta – Swift Current
L'extrémité ouest de la route 1 se situe à la frontière entre la Saskatchewan et l'Alberta, entre les municipalités d'Irvine et de Maple Creek. La ville de Medicine Hat se trouve à environ 50 kilomètres à l'ouest de la frontière, et Calgary, plus de 300 kilomètres à l'ouest.
La route 1 commence à traverser le territoire plus sec et valloneux du sud-ouest de la Saskatchewan, en passant à une quinzaine de kilomètres au nord des collines des Cyprès, le plus haut point de la province. Elle se dirige vers l'est en possédant quelques courbes sur une distance de 35 kilomètres, où elle passe au nord de Maple Creek. Elle croise la route 21 dans cette municipalité. Par la suite, sur une distance de 73 kilomètres elle se dirige à nouveau vers l'est en traversant quelques petits villages dont Tompkins, en plus de passer au sud du lac Crane, un des nombreux lacs de la région. Elle passe par la suite dans le village de Gull Lake où elle croise la route 37, vers Shaunavon notamment. À cet instant, la route 1 bifurque vers l'est-nord-est sur une distance de 45 kilomètres en possédant de longues lignes droites. De plus, elle possède quelques haltes routières dans cette section. À la hauteur du kilomètre 155, elle revient vers l'est pour arriver à Swift Current, la plus grande ville de la région.
Cette section mesure un peu plus de 160 kilomètres, et possède peu de courbes.

### Swift Current – Moose Jaw
Dans Swift Current, elle possède quelques intersections, avec la route 4 notamment. Cette route relie tout l'ouest de la Saskatchewan, de North Battleford aux États-Unis.
Après Swift Current, la 1 se dirige vers l'est-nord-est sur 35 kilomètres environ, passant près du lac Reed. Au kilomètre 210, elle croise la route 19 pour effectuer un chevauchement avec cette dernière pour une distance de 20 kilomètres, jusqu'au kilomètre 230, à Chaplin, où elle la quitte vers le nord. Dans cette section, la 1 se redresse vers l'est en possédant un peu plus de courbes. Cependant, pour les 55 prochains kilomètres elle ne possède presque aucun tournant. Elle descend plus dans cette section, le territoire devenant progressivement moins sec et plus cultivé. À Caron, à la hauteur du kilomètre 285, elle tourne vers le sud-est pour 35 kilomètres, jusque dans les environs du kilomètre 320. Elle entre à ce point dans la ville de Moose Jaw.
Cette section mesure à nouveau environ 160 kilomètres, et est beaucoup moins sinueuse que la première.

### Grand Régina

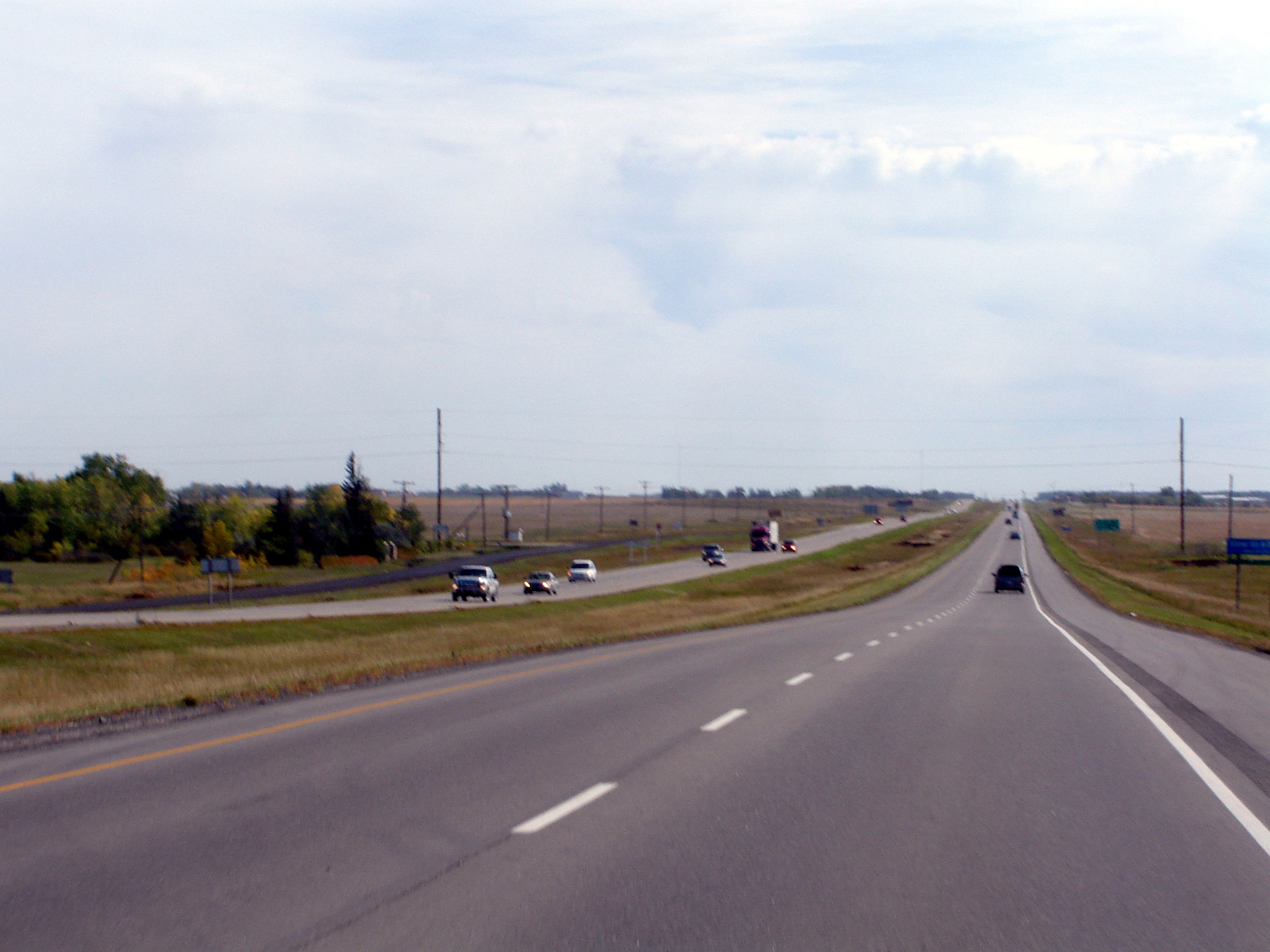
La route 1 à l'est de Régina, dans le secteur de White City-Pilot Butte, comme étant le prolongement de la Victoria Street.

Elle commence dans ce segment par contourner la ville de Moose Jaw par le nord-est. Elle possède 2 échangeurs dans la voie de contournement, dont celui situé à l'ouest qui croise la route 2, qui se dirige vers Assiniboia. Tout de suite à l'est de la voie de contournement, elle croise la route 39 sud vers Weyburn et Estevan. La route 1 devient par la suite, pour les 50 prochains kilomètres, une longue ligne droite qui possède peu d'intersections, alors qu'elle se transforme peu à peu en autoroute à l'approche de Régina.
C'est véritablement au sud-ouest de Régina qu'elle devient une autoroute à accès limité, alors qu'elle devient la Ring Road, une autoroute de contournement sud, est et nord du centre-ville de Régina. La Ring Road est à moitié la route 1 (sud-est) et à moitié la route 11 (nord-est). Au kilomètre 410, la 1 possède son premier échangeur avec la route 6, la Albert Street, la principale rue nord-sud de la ville. Elle courbe ensuite vers le nord-est pour posséder trois échangeurs séparés par moins de 3 kilomètres entre eux. Ces échangeurs mènent vers la Vascana Parkway et Arcola Avenue, la route 33. Au kilomètre 420, elle tourne vers le nord pour atteindre Victoria Avenue à l'est de Régina, échangeur que prend la route 1 pour quitter la Ring Road et se diriger vers les banlieues est de Régina. Ce point est le terminus sud de la route 11, qui se dirige en tant qu'autoroute vers Saskatoon notamment.
La route 1 devient par la suite une artère commerciale avec de nombreux feux de circulation et une circulation plus dense. Plusieurs centres commerciaux sont situés de part et d'autre de la Victoria Street (route 1). Pour continuer, elle quitte Régina par l'Est, dans le secteur de White City, où elle rejoint Balgonie vers le nord-est.
Cette section mesure un peu plus de 100 kilomètres, et la circulation y est un peu plus dense qu'ailleurs dans la province.

### Balgonie – Manitoba
À Balgonie, la route 1 possède un échangeur partiel avec la route 10 vers Fort Qu'Appelle. La 1 se dirige par la suite vers l'est-nord-est sur 30 kilomètres, à Qu'Appelle, où elle courbe vers l'est-sud-est jusqu'à Indian Head. Elle continue vers le sud-est pour une vingtaine de kilomètres, puis à Wolseley, elle redresse vers l'Est sur 70 kilomètres en passant notamment dans Grenfell et en croisant la route 47. Elle continue sa route vers l'est sur 30 kilomètres pour rejoindre le village de Whitewood, où elle croise la route 9 vers Yorkton et Carlyle. Elle maintient son orientation sud-est sur ses 70 derniers kilomètres dans la Saskatchewan, en croisant notamment la route 8 à Moosomin. Un peu au sud-est de Fleming, elle traverse la frontière avec le Manitoba, où elle se poursuit vers l'Est vers Brandon (90 kilomètres) et Winnipeg (330 kilomètres).
Cette section mesure plus de 230 kilomètres, et demeure à voies séparées comme tout le reste de la route 1.

## Historique

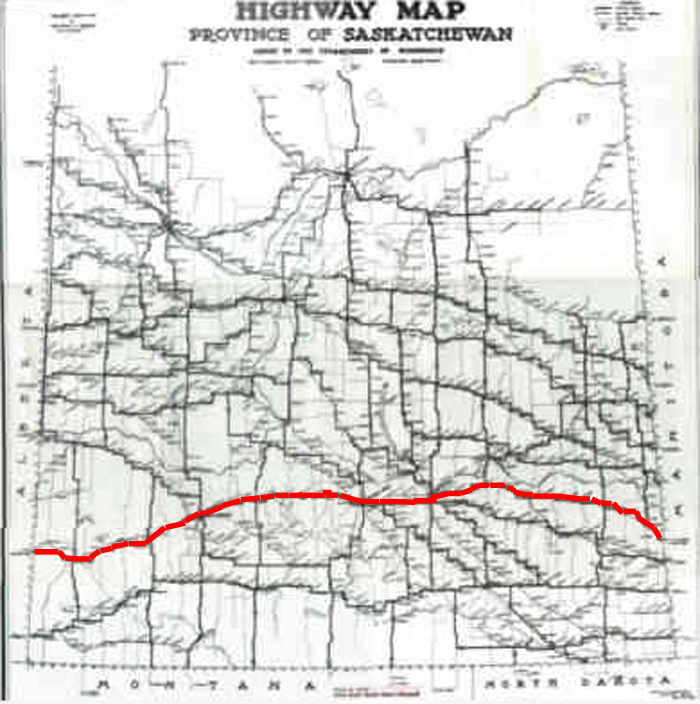
La carte originale de la route 1 dans la province.

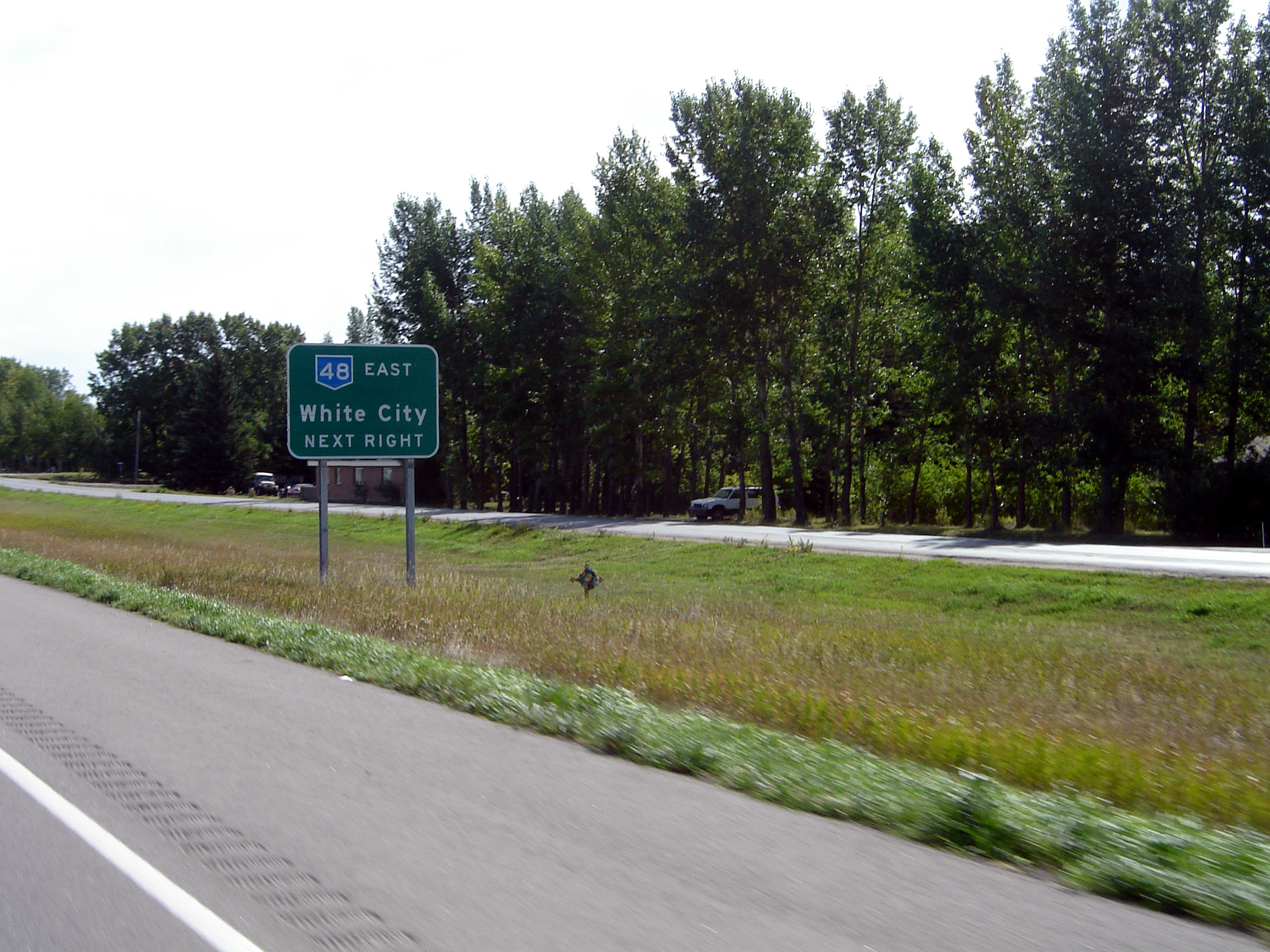
La route 1 vers l'ouest près de sa jonction avec la route 48 à White City.

Le ministre des mines et des ressources naturelles entreprit la toute première conférence fédérale-provinciale sur la route transcanadienne en décembre 1948. Avec l'accord de toutes les provinces, le Trans Canada Highway Act passa le 10 décembre 1949. À la suite de cette conférence, une autre tint place pour discuter des détails finaux de l'entente. Cette entente prévoit la finition de la route transcanadienne en décembre 1956. La troisième conférence fédérale-provinciale eut lieu le 25 avril 1950, lorsque l'Ontario, le Manitoba, la Colombie-Britannique, l'Île-du-Prince-Édouard, la Saskatchewan et l'Alberta signèrent l'entente qui prévoyait des paiements fédéraux pour la construction de l'autoroute transcontinentale planifiée. Le tracé le plus court et le plus pratique pouvait être choisi par chacune des provinces respectives, en plus de l'accord des provinces adjacentes pour le lieu de raccordement de la route. La route transcontinentale à 2 voies devait être pavée sur une largeur de 22 pieds et de 24 pieds respectivement (6 à 7 mètres); des garde-fous devaient être installés en plus des chevrons; des ponts à accès limité devaient être inclus, peu de traverses ferroviaires devaient être présentés et la route devait être capable de supporter des essieux de 9 tonnes. En 1950, 6 629 kilomètres de route étaient signés à l'entente. En 1955, la programme de la route transcanadienne n'a vu que 7 371 kilomètres de route complétés à l'extérieur du Québec. 2 451 kilomètres de la route pavée de 4 591 kilomètres de long a été améliorée pour atteindre les standards de l'entente, le 1er novembre 1955. Le premier ministre T. C. Douglas était présent aux cérémonies d'ouverture des 650 kilomètres de la route en Saskatchewan le 21 août 1957.
La totalité de tracé de la 1 fut terminée en août 1957 en Saskatchewan, ce qui fait de la province la première à terminer la construction de la route dans tout son territoire. En 1962, toute la route transcanadienne, longue de 7 821 kilomètres fut complétée avec un coût total de 1,4 milliard $ (18 milliards $ en 2019. La section entre Moosomin et Wapella fut élargie le 6 novembre 2008, ce qui créa un lien à 2 voies séparées sur une très grande distance entre la Colombie-Britannique et l'Ontario. Le coût total de la construction s'éleva à 217 millions $ avec l'accord du gouvernement.

## Voirie
La route 1 possède quatre voies asphaltées, deux dans chaque direction, et ce, sur toute sa longueur en Saskatchewan. Les voies sont séparées par un terre-plein excepté aux alentours de Régina où elle devient séparée par un garde-fou. Les intersections sont généralement à niveau, la traversée de la route nécessite deux arrêts pour laisser la priorité aux automobiles de la route 1. Sur certaines portions, les carrefours sont aux normes autoroutières avec échangeurs : c'est le cas sur le contournement de Régina entre Balgonie et la sortie ouest de la ville ou sur les portions desservant Moose Jaw et Swift Current.

## Limites de vitesse

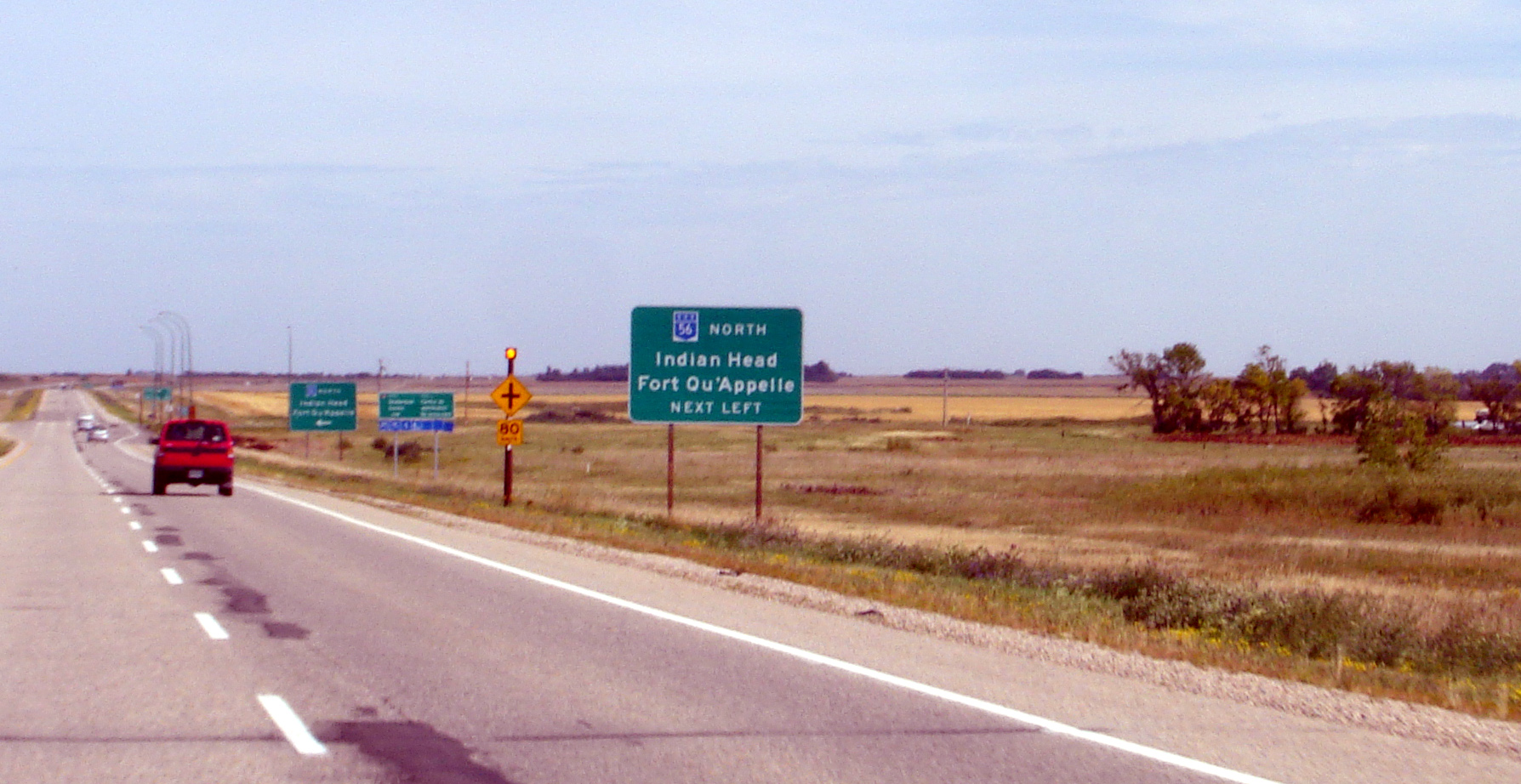
La route 1 à la hauteur de la route 57 dans les environs de Indian Head et Fort Qu'Appelle.

Entre la frontière avec l'Alberta et la limite de Régina, la route transcanadienne (axe sud) possède une limite de vitesse de 110 km/h, avec quelques sections sections rares à 90 ou 100 km/h dans les zones urbaines de Swift Current et Moose Jaw notamment. Elle demeure à 110 km/h alors qu'elle contourne Régina par le sud-est, puis tombé à 50 km/h sur la Victoria Street. Elle revient par la suite à 110 km/h pour le reste de son tracé jusqu'au Manitoba.

## Liste des municipalités et des villes traversées
La liste des villes est présentée en ordre d'Ouest en Est.
1. Maple Creek
2. Piapot
3. Sidewood
4. Tompkins
5. Carmichael
6. Gull Lake
7. Antelope
8. Webb
9. Beverley
10. Swift Current
11. Waldeck
12. Rush Lake
13. Herbert
14. Morse
15. Ernfold
16. Uren
17. Chaplin
18. Secretan
19. Parkbeg
20. Mortlach
21. Caron
22. Caronport
23. Moose Jaw
24. Pasqua
25. Belle Plaine
26. Pense
27. Grand Coulee
28. Régina
29. Pilot Butte
30. White City
31. Balgonie
32. McLean
33. Indian Head
34. Sintaluta
35. Wolseley
36. Summerberry
37. Grenfell
38. Oakshela
39. Broadview
40. Percival
41. Whitewood
42. Burrows
43. Wapella
44. Red Jacket
45. Moosomin
46. Fleming

## Intersections principales
| Liste des intersections principales de la route 1 – Route Transcanadienne |     |      |                                                                                                   | |
| Municipalité                                                              | km  | mile | IntersectionDestinations                                                                          | Notes |
| Hatton                                                                    | 0   | 0    | AB-1 ouest – Medicine Hat, Calgary                                                                | extrémité ouest de la 1 en Saskatchewan; frontière Saskatchewan-Alberta                                                 |
| Hatton                                                                    | 14  | 9    | SK-635 nord, Tunstall, Horsham                                                                    | route de gravier |
| Maple Creek                                                               | 40  | 25   | SK-21, Vidora, Govenlock, Kerrobert                                                               | |
| Sidewood                                                                  | 80  | 50   | SK-614 sud, Eastend, Loomis                                                                       | route de gravier |
| Tompkins                                                                  | 91  | 57   | SK-633, Hazlet (en), South Fork                                                                   | route de gravier |
| Gull Lake                                                                 | 114 | 71   | SK-37, Shaunavon, Montana (MT 241), Cabri                                                         | |
| Webb                                                                      | 140 | 87   | SK-632 nord, Cantuar                                                                              | route de gravier |
| Beverley                                                                  | 161 | 100  | SK-630 sud, Simmie                                                                                | route de gravier |
| Swift Current                                                             | 164 | 102  | SK-32 ouest, Battrum, Lemsford                                                                    | échangeur partiel (sortie ouest et entrée est seulement)                                                                |
| Swift Current                                                             | 170 | 106  | SK-625 sud, Wymark                                                                                | route de gravier |
| Swift Current                                                             | 171 | 107  | 11th Avenue NW, Swift Current centreTownship Road 153                                             | échangeur |
| Swift Current                                                             | 175 | 109  | SK-4, Rosetown, North Battleford, Cadillac, MasefieldVers US 191 sud, Montana                     | échangeur |
| Waldeck                                                                   | 190 | 118  | SK-628 nord, Stewart Valley, Main Centre                                                          | |
| Herbert                                                                   | 219 | 136  | SK-645 nord, SK-612 nord, Gouldtown                                                               | routes de gravier |
| Morse                                                                     | 233 | 145  | SK-644 nord, Glen Kerr, Riverhurst                                                                | |
| Ernfold                                                                   | 238 | 148  | SK-19 sud, Hodgeville, Kincaid[Lequel ?]                                                          | extremité ouest du chevsauchement avec la 19                                                                            |
| Chaplin                                                                   | 264 | 164  | SK-19 nord, SK-58 sud, Shamrock, Gravelbourg, Bridgeford                                          | extrémité est du chevauchement avec la 19                                                                               |
| Parkbeg                                                                   | 292 | 181  | SK-627 nord, Darmody, Tugaske                                                                     | route de gravier; extrémité ouest du chevauchement avec la 627                                                          |
| Mortlach                                                                  | 294 | 183  | SK-627 sud, Courval, lac La Vieille                                                               | extrémité est du chevauchement avec la 627; route de gravier                                                            |
| Caron                                                                     | 324 | 201  | SK-643 nord, SK-735 sud, Keeler, Craik, Boham                                                     | routes de gravier |
| Moose Jaw                                                                 | 347 | 216  | SK-2 (Main Street), Moose Jaw, Sun Valley, Assiniboia                                             | centre-ville direction Est; échangeur                                                                                   |
| Moose Jaw                                                                 | 352 | 219  | Manitoba Street Expressway, vers SK-2 sud, Moose Jaw                                              | centre-ville direction Ouest; échangeur partiel (sortie Ouest et entrée Est seulement)                                  |
| Pasqua                                                                    | 358 | 222  | SK-301 nord, SK-39 sud, Tuxford, Weyburn, Estevan                                                 | échangeur |
| Belle Plaine                                                              | 376 | 234  | SK-642, Bethune, Stelcam, Claybank                                                                | routes de gravier; court chevauchement                                                                                  |
| Pense                                                                     | 383 | 238  | SK-641 nord, SK-623 sud, Pitman, Ogema, Lumsden                                                   | routes de gravier |
| Grand Coulee                                                              | 402 | 251  | SK-730 nord, RCMP Centennial Museum (Régina Bypass)                                               | début de la Ring Road à l'intersection avec Campbell Street                                                             |
| Régina                                                                    | 414 | 257  | Lawman Drive, Aéroport international de Régina (YQR)                                              | début Ring Road; auroroute à accès limité                                                                               |
| Régina                                                                    | 415 | 258  | SK-6 (Albert Street), Corinne, Ceyline, Régina centre                                             | centre-ville direction Est                                                                                              |
| Régina                                                                    | 417 | 259  | Wascana Parkway, Université de Régina, Agriculture Canada                                         | |
| Régina                                                                    | 419 | 260  | Assiniboine Avenue                                                                                | |
| Régina                                                                    | 420 | 261  | SK-33 (Arcola Avenue), Stoughton, Weyburn                                                         | |
| Régina                                                                    | 421 | 262  | SK-11 nord (Ring Road), SaskatoonVictoria Street (SK-1), Régina, Fort Qu'Appelle, Manitoba        | la 1 quitte la Ring Road; extrémité sud de la route 11; centre-ville direction Ouest; échangeur direction Est seulement |
| Régina                                                                    | 422 | 263  | University Park Drive                                                                             | feux de circulation |
| Régina                                                                    | 423 | 264  | Prince of Wales Drive                                                                             | feux de circulation |
| Pilot Butte                                                               | 442 | 275  | SK-624, Zehner, Richardson                                                                        | |
| White City                                                                | 448 | 278  | SK-48 est, Davin, Candiac                                                                         | |
| Balgonie                                                                  | 456 | 283  | SK-46 ouest, SK-364 nord, SK-10 nord, SK-622 sud, Pilot Butte, Edenwold, Fort Qu'Appelle, Yorkton | échangeur |
| McLean                                                                    | 472 | 293  | SK-620, Sedley, Edgeley                                                                           | route de gravier |
| Qu'Appelle                                                                | 486 | 302  | SK-35, Fort Qu'Appelle, WeyburnVers U.S. Route 85, Dakota du Nord                                 | |
| Indian Head                                                               | 500 | 311  | SK-56 nord, SK-619 sud, Kendal, Fort Qu'Appelle, Wadena                                           | |
| Sintaluta                                                                 | 518 | 322  | SK-606 sud, Montmartre, Fillmore                                                                  | route de gravier |
| Wolseley                                                                  | 535 | 332  | SK-617, Glenavon, Lemberg                                                                         | court chevauchement; route de gravier                                                                                   |
| Grenfell                                                                  | 550 | 342  | SK-47 sud, Stoughton, Estevan                                                                     | route de gravier; extrémité ouest du chevauchement avec la 47                                                           |
| Grenfell                                                                  | 558 | 347  | SK-47 nord, SK-616 sud, Melville, Yorkton, Peebles                                                | route 616 sud, route de gravier; extrémité est du chevauchement avec la 47                                              |
| Broadview                                                                 | 583 | 362  | SK-605 nord, Marieval, Grayson                                                                    | route de gravier; extrémité ouest du chevauchement avec la 605                                                          |
| Broadview                                                                 | 588 | 365  | SK-201 nord, SK-605 sud, Kipling, Dubuc, Kahkewistahaw                                            | extrémité est du chevauchement avec la 605                                                                              |
| Whitewood                                                                 | 609 | 378  | SK-9, Yorkton, Carlyle, Carnduff                                                                  | |
| Wapella                                                                   | 632 | 393  | SK-601, Rocanville, Kelso, Parkman                                                                | route de gravier |
| Moosomin                                                                  | 657 | 408  | SK-8, SK-709 sud, Langenburg, Fairlight, Carievale                                                | extrémité ouest du chevauchement avec la 709                                                                            |
| Moosomin                                                                  | 662 | 411  | SK-709 est, Welwyn                                                                                | extrémité est du chevauchement avec la 709                                                                              |
| Fleming                                                                   | 668 | 415  | SK-600, Welwyn, Maryfield, Fertile                                                                | route de gravier; court chevauchement                                                                                   |
| Fleming                                                                   | 674 | 419  | MB-1 est – Brandon, Portage la Prairie, Winnipeg                                                  | frontière Saskatchewan-Manitoba; extrémité est de la 1 en Saskatchewan                                                  |